# 븡깐주
븡깐주(태국어: บึงกาฬ)는 2011년 3월 23일 농카이 주에서 분리되어 신설된 태국의 76번째 짱왓으로, 태국 북동부에 위치하며 주도는 븡깐이다. 북쪽과 동쪽으로는 라오스와 국경을 접하고 있고 동쪽에서 시계 방향으로 나콘파놈 주와 사꼰나콘 주, 우돈타니 주, 농카이 주와 접한다.

## 행정 구역
주에는 8개의 암프(군)와 세부 행정구역인 53개의 땀본 그리고 615개의 무반 (행정 구역)이 있다.
| 1. 므앙븡깐군 2. 폰체린군 3. 소피사이군 4. 세까군 5. 빡캇군 6. 븡콩롱군 7. 시위라이군 8. 붕클라군 |